# Sala Compañía

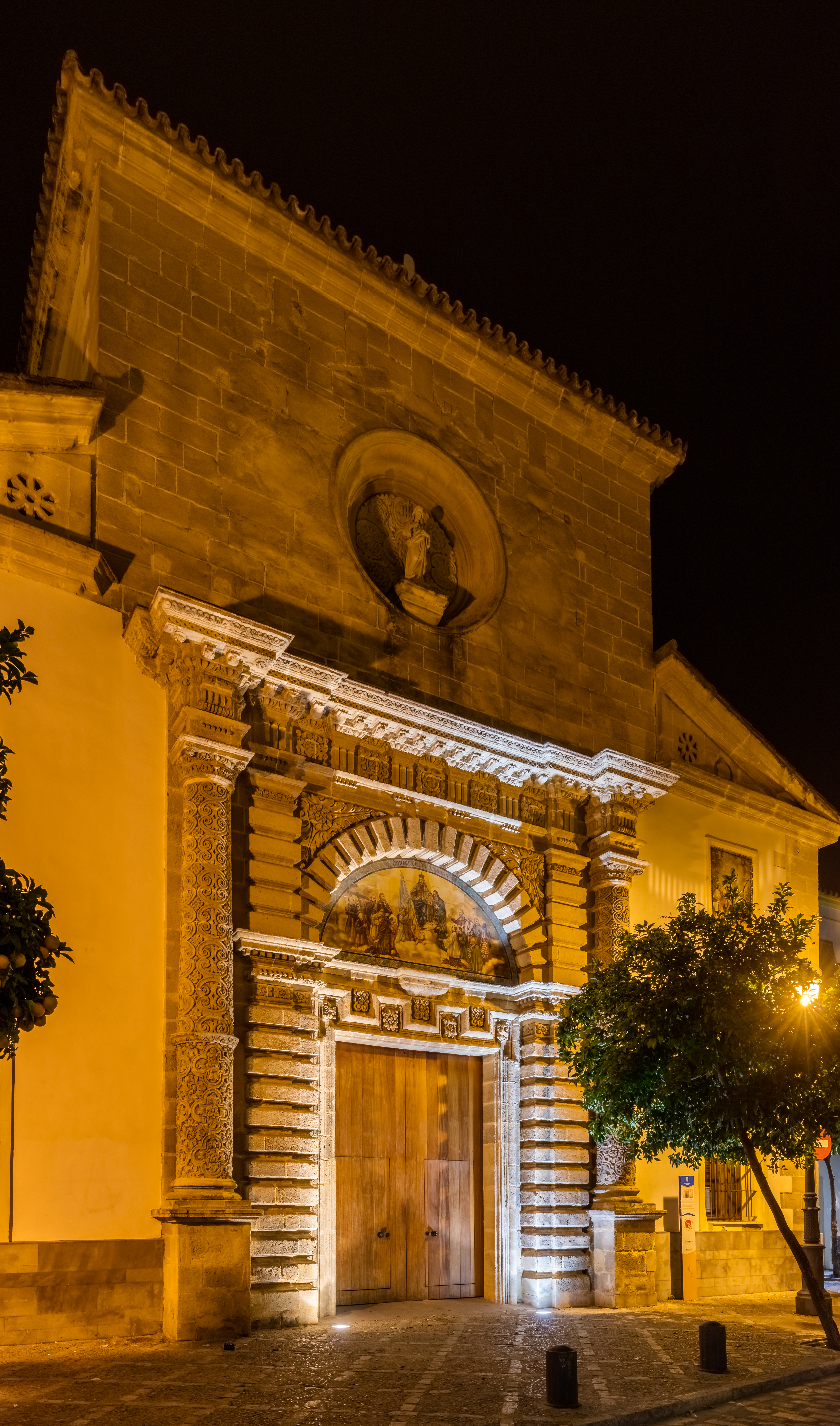
Vista nocturna.

La Sala Compañía es una sala multiusos habilitada en 2003 de propiedad municipal, en Jerez de la Frontera (Andalucía, España) a partir de un antiguo edificio que fue originalmente iglesia de la antigua residencia de la Compañía de Jesús.  .
Como espacio cultural multiusos, se desarrollan actividades tales como ópera, teatro, conciertos, cine, congresos, música, danza, exposiciones, presentación de libros, etc. La Sala Compañía es miembro del Circuito de Espacios Escénicos Andaluces.

## Origen
En 1574, en el barrio de intramuros de San Marcos, se instaló la Residencia de la Compañía de Jesús en Jerez. Dentro del complejo, de estilo barroco, se edificó el templo jesuita, con una fachada de columnas repujada y azulejos. El retablo es obra de Diego Roldán. La composición de la fachada es la siguiente:
- a la derecha: azulejo de San Francisco Javier, apóstol de las Indias
- a la izquierda: azulejo de Ignacio de Loyola escribiendo el libro de los Ejercicios Espirituales.
- en el centro: Sagrada Familia adorada por los Santos Jesuitas, en el semicírculo sobre la puerta principal.

En 1931 fue víctima de la quema de conventos.

## En la actualidad

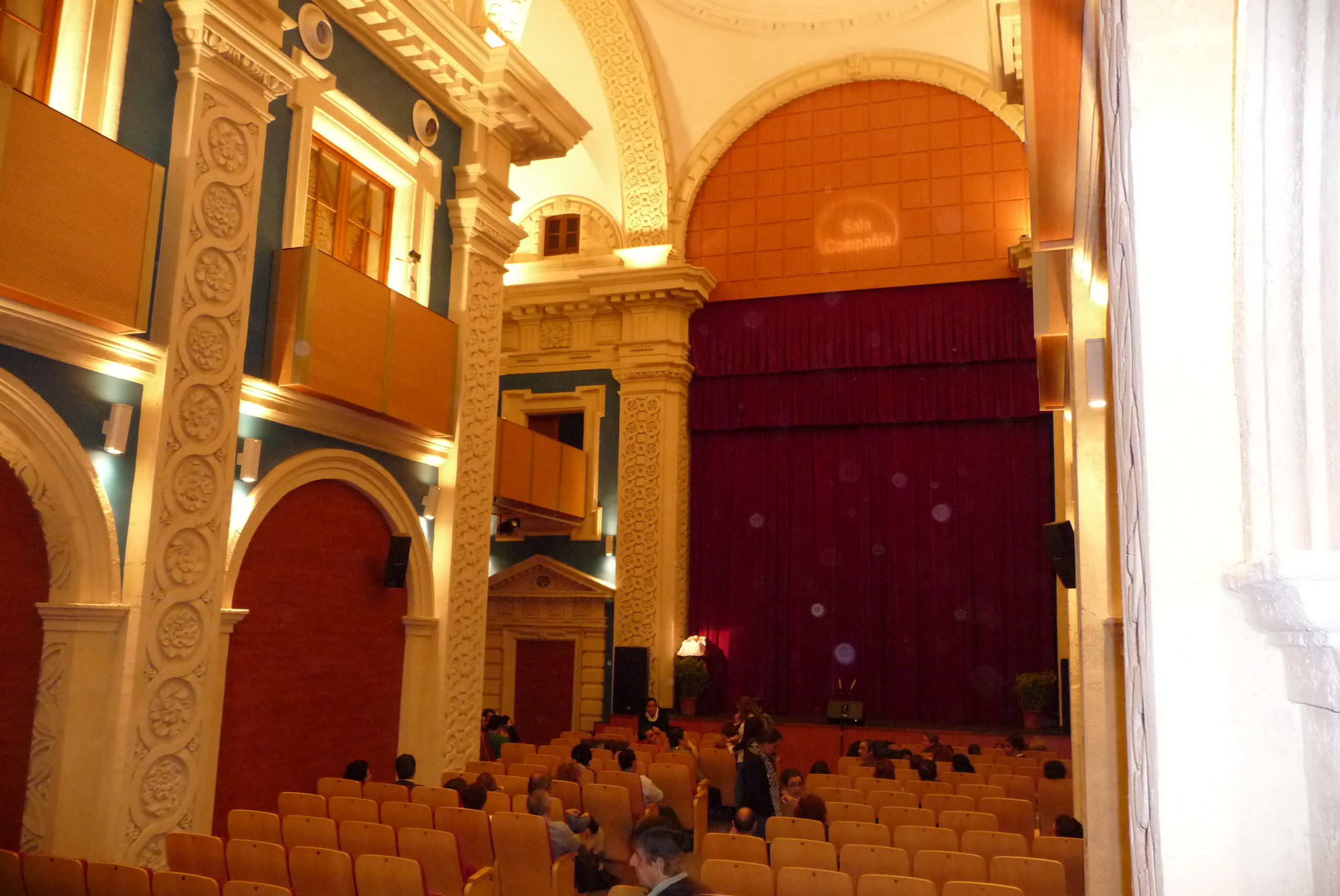
Interior

Después de décadas de abandono tras la marcha de los jesuitas de la iglesia, ésta fue restaurada e inaugurada en el año 2003, pasando a ser parte del equipamiento administrado por el Área de Cultura del Ayuntamiento de Jerez.

## Sede de la banda municipal de Jerez
El edificio alberga actualmente la sede de la banda municipal de música de Jerez.